# Benedykt Dytrych

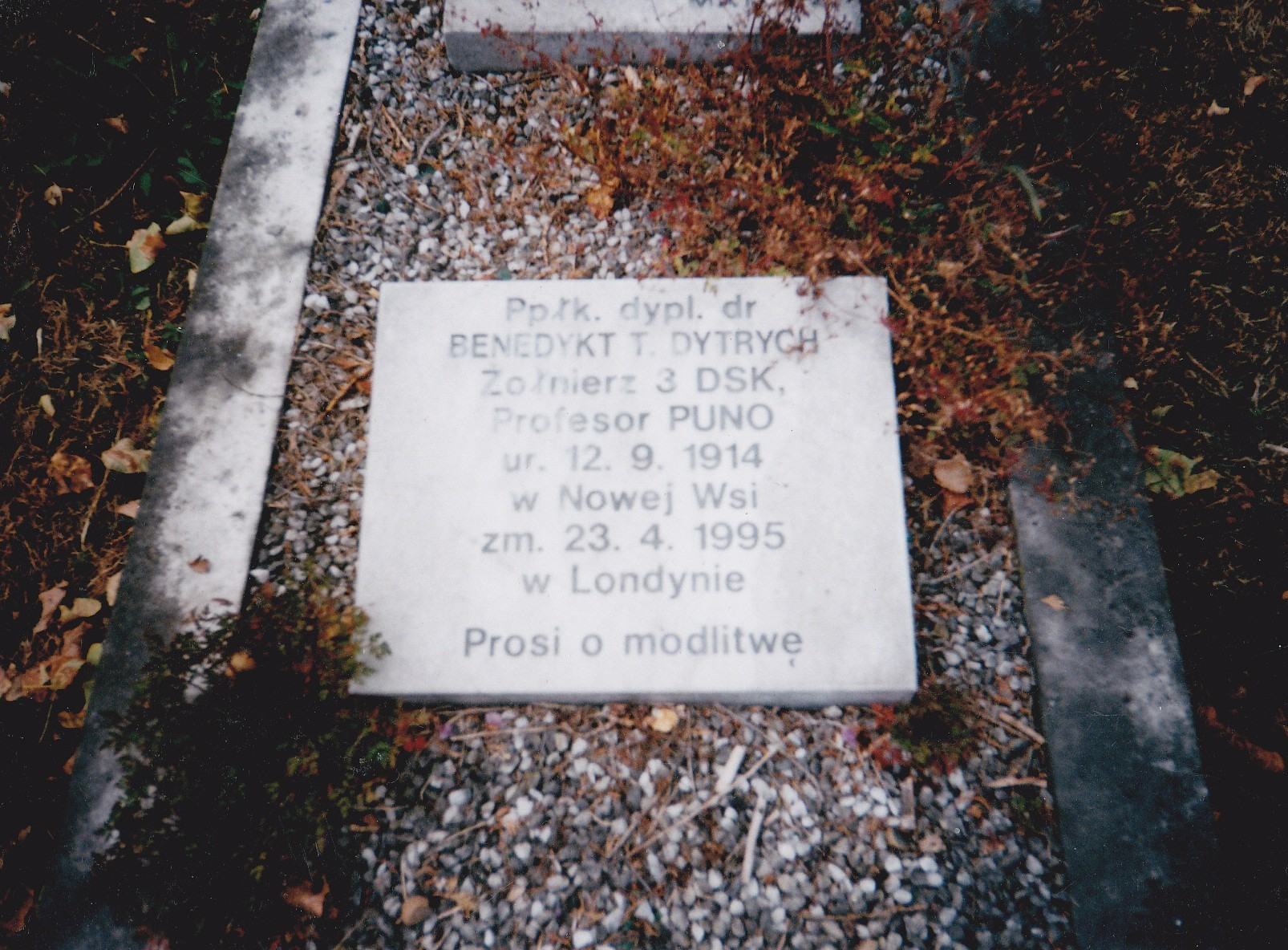
Grób ppłk Benedykta Teodora Dytrycha w Londynie

Benedykt Teodor Dytrych (ur. 12 września 1914 w Nowej Wsi, zm. 23 kwietnia 1995 w Londynie) – podpułkownik dyplomowany Wojska Polskiego, historyk emigracyjny, badacz dziejów nowożytnych.

## Życiorys
Na stopień podporucznika został mianowany ze starszeństwem z 1 stycznia 1938 i 445. lokatą w korpusie oficerów rezerwy piechoty.
Był żołnierzem kampanii wrześniowej i 3 Dywizji Strzelców Karpackich.
Po 1945 roku pozostał na emigracji. Absolwent historii Polskiego Uniwersytetu na Obczyźnie. Uzyskał tytuł magistra w 1967 za pracę pt. Prasa angielska wobec sprawy polskiej przed powstaniem styczniowym. Doktorat obronił w 1979 pod kierunkiem Józefa Jasnowskiego na Polskim Uniwersytecie na Obczyźnie na podstawie dysertacji pt. Pszczelarstwo, miód i wosk w kulturze materialnej  Rzymu i Bizancjum. Habilitował się w 1985 (praca pt. Rośliny spożywcze importowane z Ameryki Południowej). Wykładał historię na Polskim Uniwersytecie na Obczyźnie.
Był wybierany zastępcą członka Wydziału Oświaty i Wychowania Polaków w Wielkiej Brytanii 10 września 1953 oraz w 1959, 18 grudnia 1963, 1 stycznia 1967.

## Wybrane publikacje
- (redakcja) Wiktoria wiedeńska (1683), praca zbiorowa pod auspicjami Pol. Tow. Naukowego na Obczyźnie; red. Józef Jasnowski, Benedykt Dytrych, Londyn: Polska Fundacja Kulturalna 1984.

## Ordery i odznaczenia
- Krzyż Kawalerski Orderu Odrodzenia Polski (3 maja 1989, za całokształt pracy niepodległościowej i społecznej)[6][7]